# M-1965 야전상의

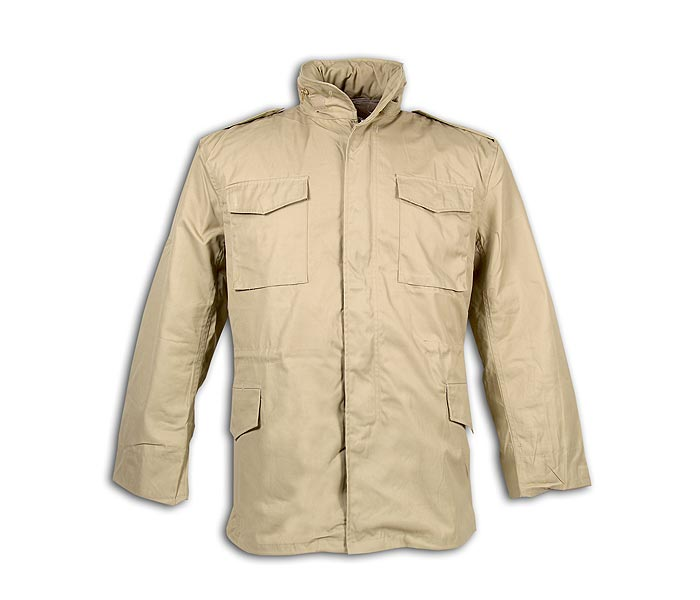
M65 야전 상의의 일종

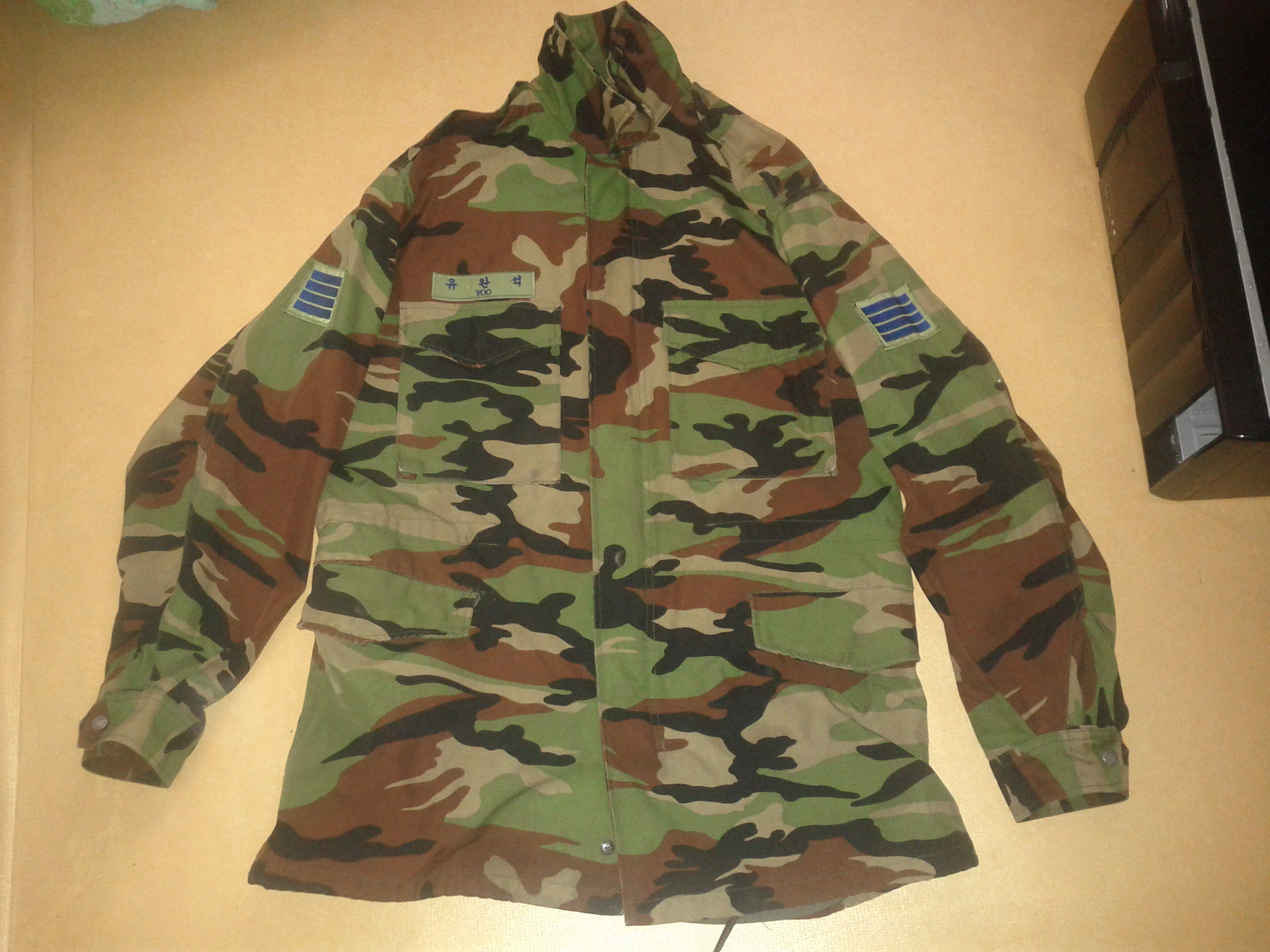
대한민국 공군의 야전 상의

M-1965 야전 상의(M-1965 Field Jacket)는 미군에서 제작한 대중적인 야전 재킷으로, M65와 M-65 야전 상의로도 알려져 있다. 2차 세계 대전 M-1943 야전 상의의 디자인을 개량한 옷으로, 1965년 도입되면서 미국 육군이 이전에 채용한 M-1951 야전 상의를 대체하였다. M-1951이 단순히 분리된 두건을 탈착하는 방식인데 반해, M-1965는 두건을 말아서 목 뒤에 있는 주머니에 넣어둘 수 있도록 제작되었다. 또한, 옷깃과 소맷동에 벨크로 접착포가 달려있다.
M-65 야전 상의는 베트남 전쟁 동안 미군에서 널리 입었는데, 남베트남의 중부 고원 지방에서 임무를 수행할 때 유용하게 쓰였으며, 스콜 뒤에 오는 추운 날씨로부터 병사의 체온을 따뜻하게 유지해주는 역할도 하였다.
본래는 올리브 그린 색상으로 제작되었으나, 오늘날에는 우드랜드 위장, 초콜릿칩 사막 위장, 타이거스트라이프, 검정, 네이비 블루, 유니버설 카모플라주 패턴, 데저트 디지털 카모플라주, 우드랜드 디지털 카모플라주, 시티 카모플라주, CADPAT, 호주 디스럽티브 패턴 카모플라주처럼 다양한 무늬로 생산하고 있다. 재킷 앞부분에는 하단 부위에 힙 포켓 형태의 큰 주머니 두 개, 가슴 부위에 중간 크기의 주머니 두 개가 달려있다. 재킷 뒷부분의 목 부위와 옷깃에는 보호 두건을 넣을 수 있도록 지퍼가 달려있다. 안부분에 달린 단추로 방상 내피를 결합하여 방한복으로 입을 수도 있다.
M-65 야전 상의는 다른 국가의 방한복 디자인에도 결정적인 영향을 주었으며, 지금도 많은 국가에 M-65와 유사한 형태의 복장이 존재한다.